# Zungbach
Le Zungbach est un cours d'eau de Suisse. C'est un affluent de la Sitter, dans le bassin versant du Rhin.

## Cours
Le cours du Zungbach est entièrement compris dans le canton d'Appenzell Rhodes-Intérieures.

### Sources
- (de) Cet article est partiellement ou en totalité issu de l’article de Wikipédia en allemand intitulé « Zungbach » (voir la liste des auteurs).